# Gennadij Michajlovič Manakov
Gennadij Michajlovič Manakov (in russo: Геннадий Михайлович Манаков) (Efimovka, 1º giugno 1950 – 26 settembre 2019) è stato un cosmonauta russo.

## Biografia
Manakov nacque nell'Unione delle Repubbliche Socialiste Sovietiche nell'oblast' di Orenburg nella Repubblica Socialista Sovietica Federata Russa.
Il 2 settembre 1985 venne selezionato come cosmonauta; fu due volte nella stazione spaziale russa Mir. La prima nel 1990 con la missione Sojuz TM-10, la seconda nel 1993 con la Sojuz TM-16. Avrebbe dovuto tornarci con la Sojuz TM-24 ma problemi al cuore costrinsero lui e l'intero equipaggio a restare a terra. Si ritirò il 20 dicembre 1996.
Era sposato e aveva due figli.